# Consoante vibrante
A consoante vibrante é a consoante que é produzida através de uma ou mais vibrações de um dos órgãos articuladores do sistema vocal humano contra outro. Em português, por exemplo, pode ser simples, produzido pela língua contra o alvéolo (como o r em "caro" ou em "par"), e em alguns dialetos pode ser múltipla, articulado no alvéolo ou na úvula (como em "carro" ou em "par").
O termo vibrante tem sido usado por muitos linguistas para se referir à vibrante múltipla, chamando à simples de tepe ou flepe (do inglês tap, flap), ou mesmo de vibrante simples.